# Marián Bartek
Marián Bartek (* 2. července 1952) je slovenský pedagog a bývalý fotbalový útočník.

## Fotbalová kariéra
V československé lize hrál za Tatran Prešov ve 34 utkáních a dal 2 ligové góly. V Poháru UEFA nastoupil ve 4 utkáních.

## Ligová bilance
| Ročník                                   | Zápasy | Góly | Minuty | Klub          |
| ---------------------------------------- | ------ | ---- | ------ | ------------- |
| 1. československá fotbalová liga 1972/73 | 12     | 0    | 683    | Tatran Prešov |
| 1. československá fotbalová liga 1973/74 | 20     | 2    | 1 010  | Tatran Prešov |
| CELKEM 1. československá liga            | 34     | 2    | 1 793  |               |